# Campodorus lucidator
Campodorus lucidator är en stekelart som beskrevs av Dmitriy R. Kasparyan 2006. Campodorus lucidator ingår i släktet Campodorus och familjen brokparasitsteklar. Inga underarter finns listade.